# Stephan Buchhester

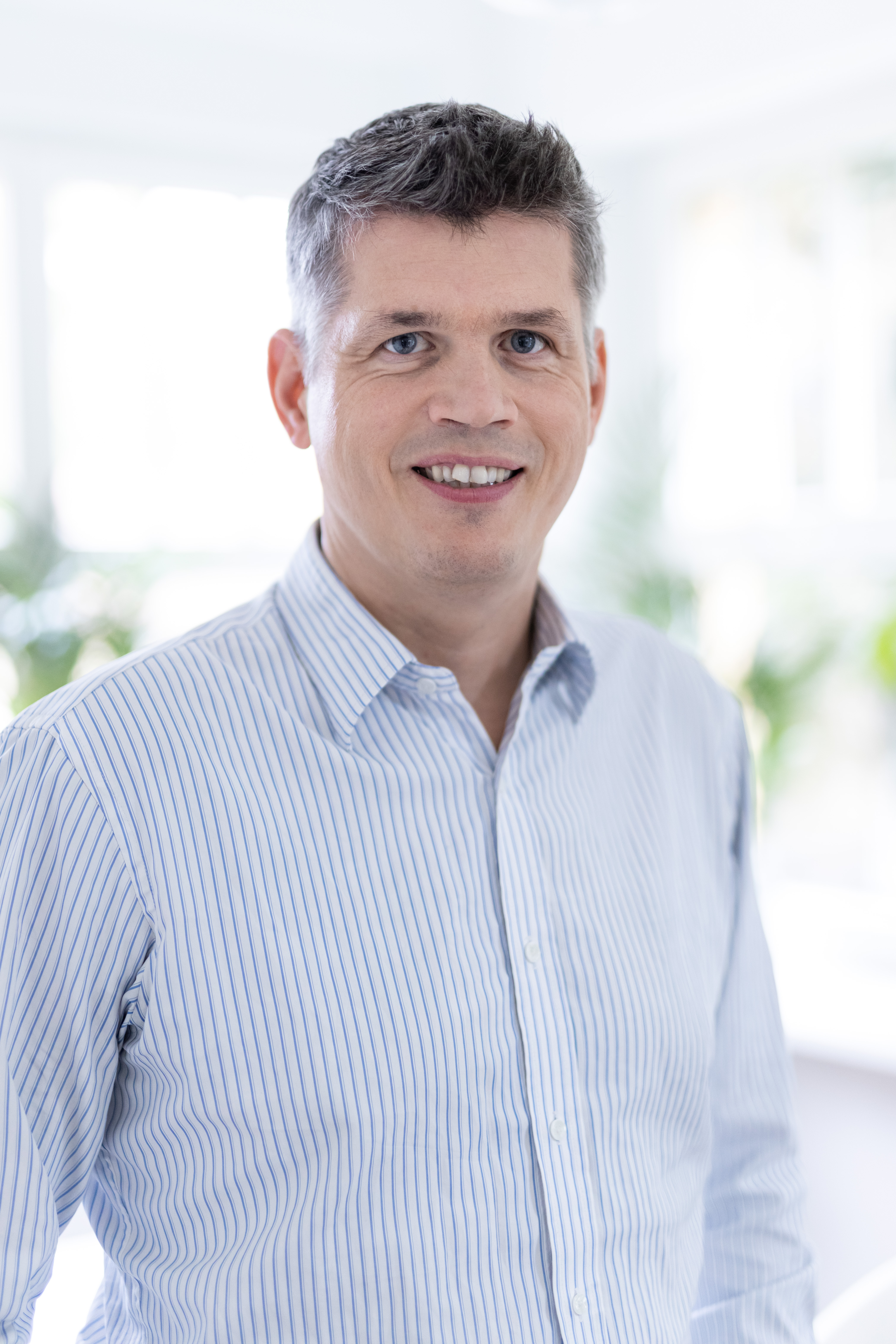
Stephan Buchhester, 2021

Stephan Buchhester (* 30. Oktober 1974 in Greifswald) ist ein deutscher Wirtschaftspsychologe, Hochschullehrer und Autor. Er ist Inhaber des Instituts für Verhaltensökonomie (IfVoe) in Markkleeberg.

## Ausbildung und Karriere
Nach dem Abitur begann er 1993 ein Studium der Psychologie, Rechtswissenschaft und der Sportwissenschaft an der philosophischen Fakultät Ernst-Moritz-Arndt-Universität Greifswald und schloss dieses 2000 als Diplom-Psychologe ab. In der anschließenden Promotionsphase arbeitete er als wissenschaftlicher Mitarbeiter in der Abteilung für Sozialpsychologie/Arbeits- und Organisationspsychologie der Universität sowie als Übungsleiter für Führungskräftetrainings für die Polizei. 2003 promovierte er mit seiner Dissertation im Bereich Bildungscontrolling und Kompetenzmanagement.
Danach folgte eine Anstellung als Professor für Wirtschaftspsychologie in der Abteilung für Sozial- und Wirtschaftspsychologie der Universität Linz (2003–2005, Karenzvertretung), gefolgt von Beschäftigungen als Projektleiter für strategisches Personalmanagement bei der Techniker Krankenkasse (2004–2005) sowie als Personalentwickler bei Auto Vision GmbH (2005–2007).
Von 2007 bis 2012 übernahm er die Position des Geschäftsstellenleiters der Deutschen Gesellschaft für Personalwesen e. V., gefolgt von einer Professur der Wirtschaftspsychologie an der BiTS – Business and Information Technology School GmbH (2013–2014). Seit 2014 unterrichtet er als Professor für Wirtschaftspsychologie an der FOM Hochschule für Oekonomie & Management.
Parallel zu seinen Professuren arbeitete er seit 2000 selbständig als Trainer, Berater und Profiler, bevor er 2016 als Inhaber und Leiter der Diagnostik das Institut für Verhaltensökonomie gründete. Seit 2013 schreibt er regelmäßig für die Fachzeitschrift „Die Mediation“.

## Schriften (Auswahl)
- Patientenzufriedenheit als Kriterium der Dienstleistungsqualität im Krankenhaus. Diplomica, Hamburg 2006, ISBN 978-3-8324-2668-2 (Zugleich: Diplomarbeit, Universität Greifswald, 2000).
- Der Patient als Kunde. Patientenzufriedenheit als Dienstleistung im Gesundheitsmanagement (= Edition Health-Management). VDM-Verlag Dr. Müller, Düsseldorf 2002, ISBN 978-3-936755-01-5.
- Bildungscontrolling. Der Einfluss von individuellen und organisationalen Faktoren auf den wahrgenommenen Weiterbildungserfolg (= Schriften zur Arbeits-, Betriebs- und Organisationspsychologie. Band 6). Verlag Dr. Kovač, Hamburg 2003, ISBN 978-3-8300-1035-7 (Zugleich: Dissertation, Universität Greifswald, 2003).